# Telipogon chiriquensis
Telipogon chiriquensis är en orkidéart som beskrevs av Dodson och Rodrigo Escobar. Telipogon chiriquensis ingår i släktet Telipogon och familjen orkidéer.
Artens utbredningsområde är Panamá. Inga underarter finns listade i Catalogue of Life.